# Would You Forgive Her?
Would You Forgive Her? è un cortometraggio muto del 1916 diretto da Van Dyke Brooke. Di genere drammatico, il soggetto di Dodd Crane fu sceneggiato da Anne Mehring. Prodotto dalla Broadway Star Features (una branca della Vitagraph), era interpretato da Leah Baird, Arthur Cozine, Jack Ellis e dallo stesso regista Van Dyke Brooke.

## Produzione
Il film fu prodotto dalla Vitagraph Company of America (come Broadway Star Features).

## Distribuzione
Distribuito dalla General Film Company, il film - un cortometraggio in tre bobine - uscì nelle sale cinematografiche statunitensi il 24 giugno 1916.